# Dispositiu d'emmagatzematge de dades

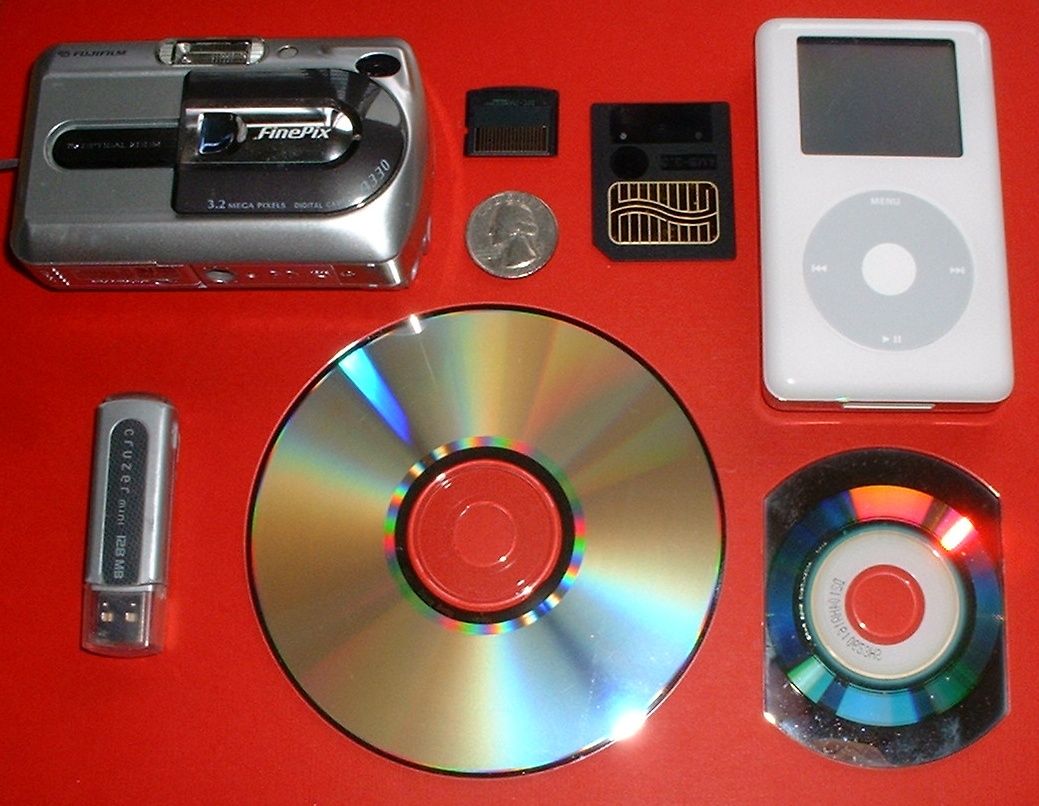
Molts aparells electrònics poden emmagatzemar dades.

Un dispositiu d'emmagatzematge de dades (data storage device en anglès) és aquell aparell per a gravar (emmagatzemar) informació (dades). La gravació o enregistrament pot fer-se usant virtualment qualsevol forma d'energia. Des de la força muscular de la mà, en escriure, a les vibracions acústiques en l'enregistrament fonogràfic, a l'energia electromagnètica modulant cintes magnètiques i discs òptics.
Un dispositiu d'emmagatzematge pot suportar informació, informació de processament o ambdues. Un dispositiu que tan sols conté informació és un medi de gravació. Els dispositius on la informació de procés pot tant accedir a un medi de gravació separable i portable (esborrable), com un component permanent per a emmagatzemar i recuperar informació es diuen equips d'emmagatzematge de dades.
L'emmagatzematge de dades electrònic és emmagatzematge que requereix energia elèctrica per a gravar i recuperar informació.
La majoria de dispositius d'emmagatzematge que no requereixen la visió ni el cervell per a llegir pertanyen a aquesta categoria.
Les dades electromagnètiques poden ser guardades tant en format analògic com digital en una gran varietat de medis. Aquest tipus de dades és considerat com dades codificades electrònicament depenent de si estan guardades o no en un dispositiu semiconductor.
La major part dels medis d'emmagatzematge de dades processades electrònicament (incloent algunes formes d'emmagatzematge de dades informàtiques) són considerades d'emmagatzematge permanent (no volàtil), això vol dir que les dades romandran guardades quan l'energia elèctrica és treta del dispositiu.

## Mitjans de gravació
Un suport de gravació és un material físic que conté informació. La informació de nova creació es distribueix i es pot emmagatzemar en quatre mitjans d'emmagatzematge (impressió, pel·lícula, magnètica i òptica) i es pot veure o escoltar en quatre fluxos d'informació: telèfon, ràdio i televisió i Internet. així com ser observat directament. La informació digital s'emmagatzema en mitjans electrònics en molts formats d'enregistrament diferents.
Amb mitjans electrònics les dades i els mitjans d'enregistrament de vegades s'anomenen "programari" malgrat l'ús més comú de la paraula per descriure programari d'ordinador. Amb suports estàtics (art tradicional), materials artístics com ara llapis de colors poden considerar tant equips com mitjans com la cera, el carbó vegetal o el guix. el material de l'equip passa a formar part de la superfície del medi.
Alguns suports de gravació poden ser temporals per disseny o per naturalesa. Els compostos orgànics volàtils es poden utilitzar per preservar el medi ambient o per fer que les dades caduquin amb el pas del temps. Les dades com ara senyals de fum o escriptura del cel són temporals per naturalesa. Depenent de la volatilitat, un gas (per exemple, atmosfera, fum) o una superfície líquida com un llac es consideraria un mitjà d'enregistrament temporal, si ho és.

## Classificació segons la capacitat d'emmagatzematge
Dispositius d'emmagatzematge primari: dispositius d'emmagatzematge massiu. Reben energia elèctrica i guarden informació a la memòria de l'ordinador.
Dispositius d'emmagatzematge secundari: guarden la informació en dispositius externs fins que l'usuari la necessiti, pel que la seva capacitat és menor.

## Classificació segons la manera d'accedir a les dades
Accés seqüencial: l'element de lectura del dispositiu ha de passar per l'espai ocupat per la totalitat de dades emmagatzemades prèviament en l'espai ocupat físicament per les dades emmagatzemades que componen el conjunt de la informació a la qual es desitja accedir.
Accés aleatori: l'element de lectura accedeix directament a la direcció on es troba emmagatzemada físicament la informació que es desitja localitzar sense haver de passar prèviament per l'emmagatzemada entre el principi de la superfície de gravació i el punt on s'emmagatzema la informació buscada.

## Tipus de dispositius d'emmagatzematge

### Dispositius òptics[3]
CD-R (Compact Disc-Recordable): disc compacte de 650 MB de capacitat que es pot llegir tantes vegades com es desitgi, tot I que el seu contingut no es pot modificar un cop ha estat grabat. Tenint en compte que no es poden esborrar ni regravar, son apropiats per emmagatzemar arxius o altres conjunts d'informació invariable.
CD-RW (Compact Disc-ReWritable): té la capacitat del CD-R, amb la diferència que aquests discos són regravables. Les unitats CD-RW poden gravar informació sobre discos CD-R i CD-RW, i a més poden llegir discos CD-ROM i CDS d'àudio. Les interfícies suportades són EIDE, SCSI i USB.
CD-ROM (Compact Disc Read-Only Memory): permet utilitzar discos òptics de major capacitat que els disquets de 3,5 polzades: fins 700 MB. Aquesta unitat és la més comuna per distribuir sistemes operatius, aplicacions, etc. També permet llegir discos compacte d'àudio.
DVD-ROM: és un disc compacte amb capacitat per emmagatzemar 4.7 GB de dades en una cara (més de 7 vegades més que el CD-R i el CD-RW en una única cara). Aquestes unitats són capaces de llegir els formats de disc CD-R i CD-RW. Les aplicacions que inclouen són les pel·lícules de llarga durada i els jocs basats en DVD que ofereixen vídeos MPEG-2 d'alta resolució, so immersiu Dolby AC-3 i gràfics 3D.

### Dispositius magnètics[4]
Cinta magnètica: està formada per una cinta de material plàstic coberta de material ferromagnètic. Sobre aquest cinta s'enregistren els caràcters en formes de combinacions de punts, sobre pistes paral·leles a l'eix longitudinal de la cinta. Aquestes són un suport seqüencial, així suposa un inconvenient, ja que per accedir a un informació determinada és necessari llegir totes les que li precedeixen.
Tambors magnèticsestan formats per cilindres amb material magnètic capaç de retenir informació. Aquesta és gravada i llegida mitjançant una capçalera amb un braç que es mou en direcció de l'eix de gir del tambor. L'accés a la informació és directe i no seqüencial.
Disc dur: actualment és el principal subsistema d'emmagatzematge de informació en els sistemes informàtics. És un dispositiu encarregat d'emmagatzemar informació de forma persistent en un ordinador, és considerat el sistema d'emmagatzematge més important del computador i en ell es guarden els arxius dels programes.

### Dispositius extraïbles
Pen Drive o Memory Flash: petit dispositiu d'emmagatzematge que utilitza memòria flash per guardar informació sense necessitat d'una bateria externa.
Unitats Zip: unitat de disc extraïble. Està disponible en tres versions principals, n'hi ha amb interfície SCSI, IDE i una altra que es connecta a un port paral·lel.

## Mesures d'emmagatzematge
Byte: unitat de informació que consta de 8 bits. En processament informàtic i emmagatzematge equival a un únic caràcter.
Kilobyte (Kb): equival a 1.024 bytes.
Megabyte (Mb): equival a un milió de bytes.
Gigabyte (Gb): equival a mil milions de bytes.

## Primers dispositius d'emmagatzematge
El Cilindre de fonògraf d'Edison, creat surant l'any 1887, es pot considerar un dispositiu d'emmagatzematge primitiu, donat que podia gravar sobre els cilindres. Un altre sistema de gravació previ a allò que actualment s'entén com a dispositiu d'emmagatzematge és el magnetòfon de bobina oberta, que utilitza la cinta magnètica per registrar el so.

## Emmagatzematge en núvol
L'emmagatzematge en núvol és un model d'emmagatzematge basat en xarxes, ideat la dècada del 1960. Actualment, els dispositius físics d'emmagatzematge han deixat pas als sistemes d'emmagatzematge en línia. Són diverses les empreses que ofereixen espais per guardar dades en la xarxa, que ofereix una quantitat reduïda d'espai (normalment 5GB) i permeten a l'usuari compar-ne més a diferents preus. Algunes d'aquestes plataformes inclouen Dropbox, Google Drive, Onedrive o iCloud. Tot i que aquesta forma d'emmagatzematge pot tenir inconvenients, també representa una forma més sostenible de guardar els continguts digitals.

## Capacitat global, digitalització i tendències
Un informe de UC Berkeley de 2003 estimava que l'any 2002 es van produir uns cinc exabytes de nova informació i que el 92% d'aquestes dades s'emmagatzemaven en discs durs. Això va ser aproximadament el doble de les dades produïdes l'any 2000. La quantitat de dades transmeses per sistemes de telecomunicacions l'any 2002 va ser de gairebé 18 exabytes, tres vegades i mitja més que la registrada en l'emmagatzematge no volàtil. Les trucades telefòniques van constituir el 98% de la informació telecomunicada l'any 2002. L'estimació més alta dels investigadors de la taxa de creixement de la informació recent emmagatzemada (sense comprimir) va ser superior al 30% anual.
En un estudi més limitat, la International Data Corporation va estimar que la quantitat total de dades digitals el 2007 era de 281 exabytes, i que la quantitat total de dades digitals produïdes va superar la capacitat d'emmagatzematge global per primera vegada.
Un article de Science de 2011 estimava que l'any 2002 va ser l'inici de l'era digital per a l'emmagatzematge d'informació: una època en què s'emmagatzema més informació en dispositius d'emmagatzematge digital que en dispositius d'emmagatzematge analògic. L'any 1986, aproximadament l'1% de la capacitat mundial d'emmagatzemar informació era en format digital; això va créixer fins al 3% el 1993, al 25% el 2000 i al 97% el 2007. Aquestes xifres corresponen a menys de tres exabytes comprimits el 1986 i 295 exabytes comprimits el 2007. The quantity of digital storage doubled roughly every three years.
Es calcula que el 2023 es generaran al voltant de 120 zettabytes de dades, un augment de 60 vegades des del 2010, i que augmentarà fins als 181 zettabytes generats el 2025.

## Evolució dels dispositius d'emmagatzematge
- 1947: Memòria de Tub Williams o Tub Williams-Kilburn.
  - 0,0625 KB. Primer dispositiu d'emmagatzematge digital d'accés aleatori. Velocitat: 1,2 mil·lisegons per instrucció.
- 1950: Memòria de Tambor magnètic.
  - 10 KB. El precursor del modern plat de disc dur.
- 1950: Memòria de tors o Memòria de nuclis magnètics.
  - memòria primària.
- 1951: memòria Uniservo.
  - 128 bits per polzada. Primer dispositiu de cinta usada comercialment.
- 1956: IBM 350.
  - 4,4 MB. El primer disc dur “modern”, amb cinc discos de 24” que girava a 1.200 RPM (Revolucions per minut).
- 1962: Casset de cinta.
  - 660 KB per tot.
- 1971: Disquetera i Disquet
  - 79,7 KB
- 1980: IBM 3380
  - 2,52 GB.
- 1980: ST-506
  - 5 MB.
- 1987: Casset de Cinta d'Àudio Digital i Casetera per a DAT (de l'anglès, 'Ddigital Audio Tape, DAT).
  - 1,3 GB. Cinta magnètica.
- 1990: Disc compacte (Compact Disc, CD) i unitat de CD- R o Lectora de CD.
  - 700 MB.
- 1993: MiniDisc (MD) de dades.
  - 140 MB.
- 1994: Unitat Zip i Disc Zip.
  - 100 MB.
- 1995: Lectograbadora de DVD.
  - 4,7 GB.
- 1996: Seagate Barracuda.
  - 2,5 GB. Primera unitat de disc dur de 7.200 RPM.
- 1999: IBM 170 Microdrive.
  - 170 MB.
- 2000: IBM DiskOnKey.
  - 8 MB. Memòria flash.
- 2000: Targeta de memòria Secure Digital (SD).
  - 32 MB. Memòria flaix
- 2008: unitat d'estat sòlid
  - 64 GB.
- Present: Emmagatzematge al núvol.
  - Flexible.

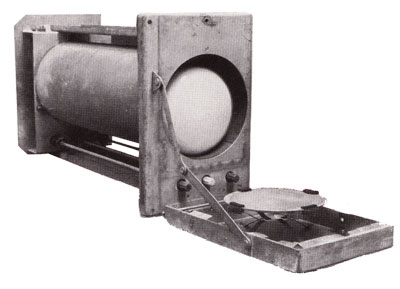
Tub Williams.
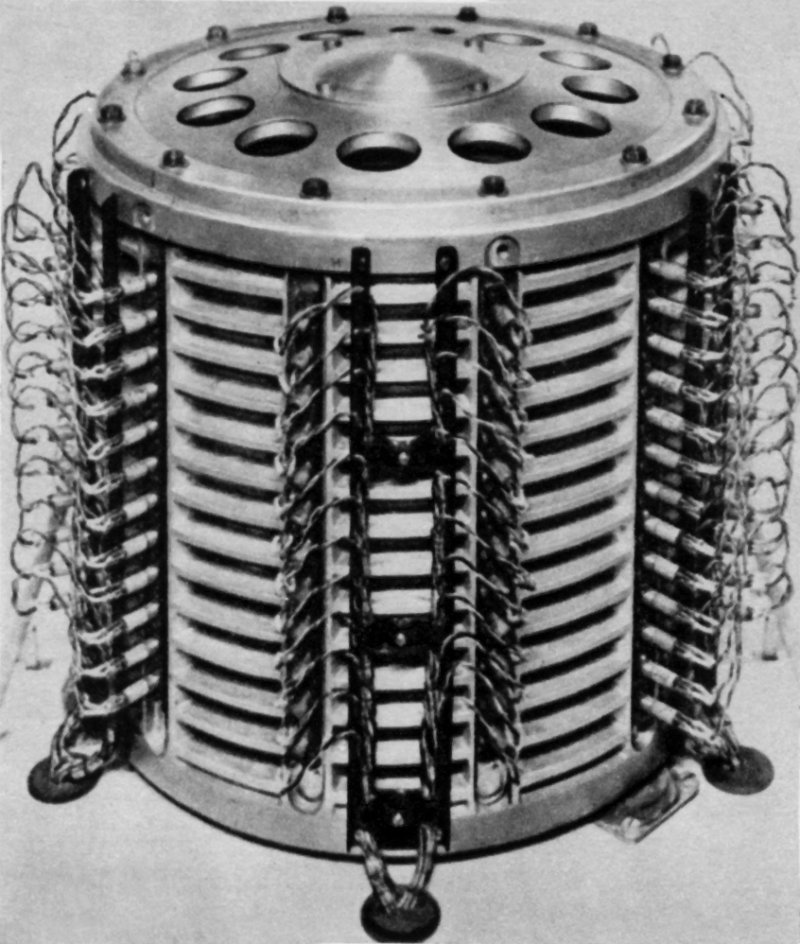
Tambor magnètic.
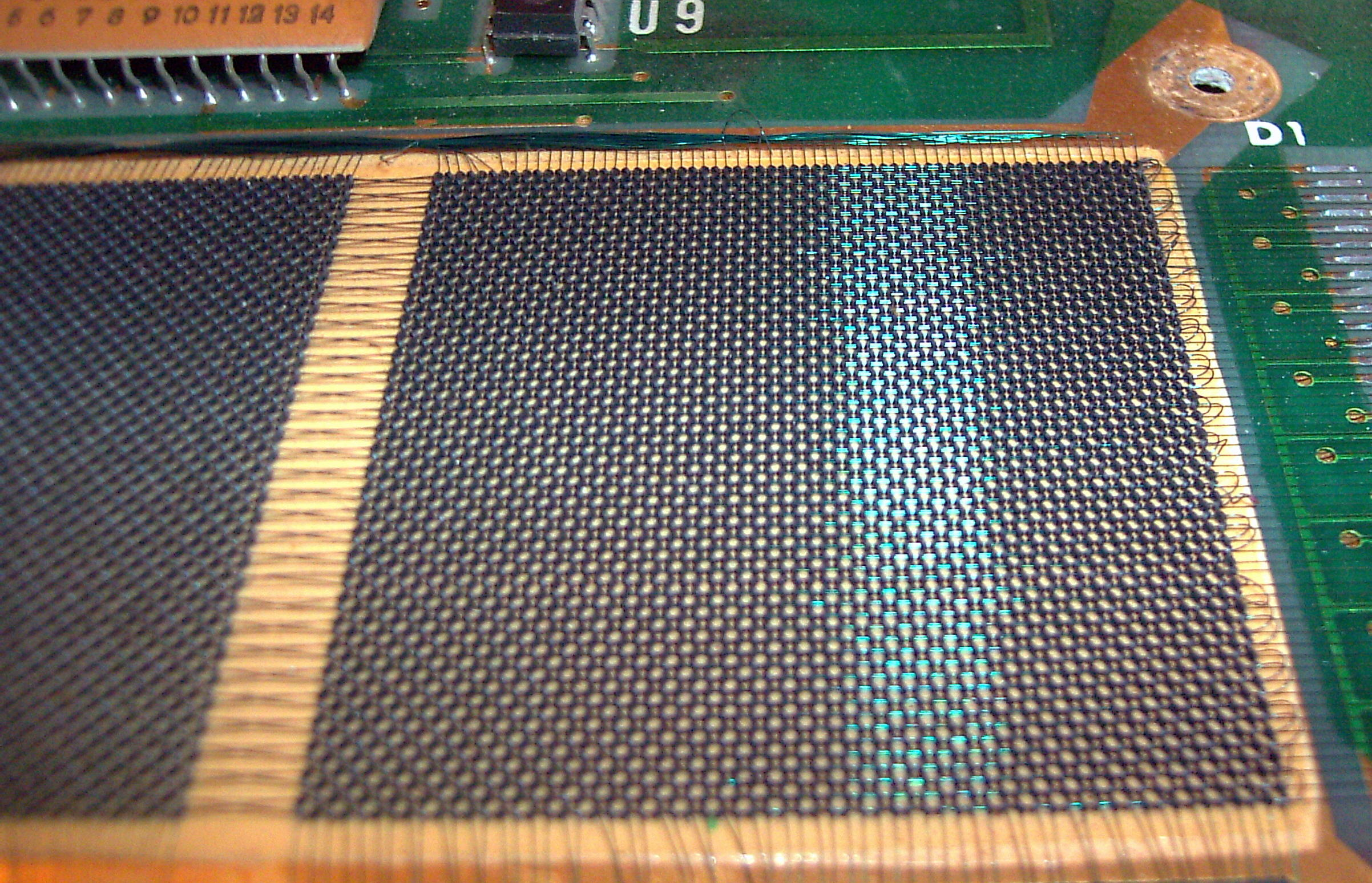
Memoria de tors.
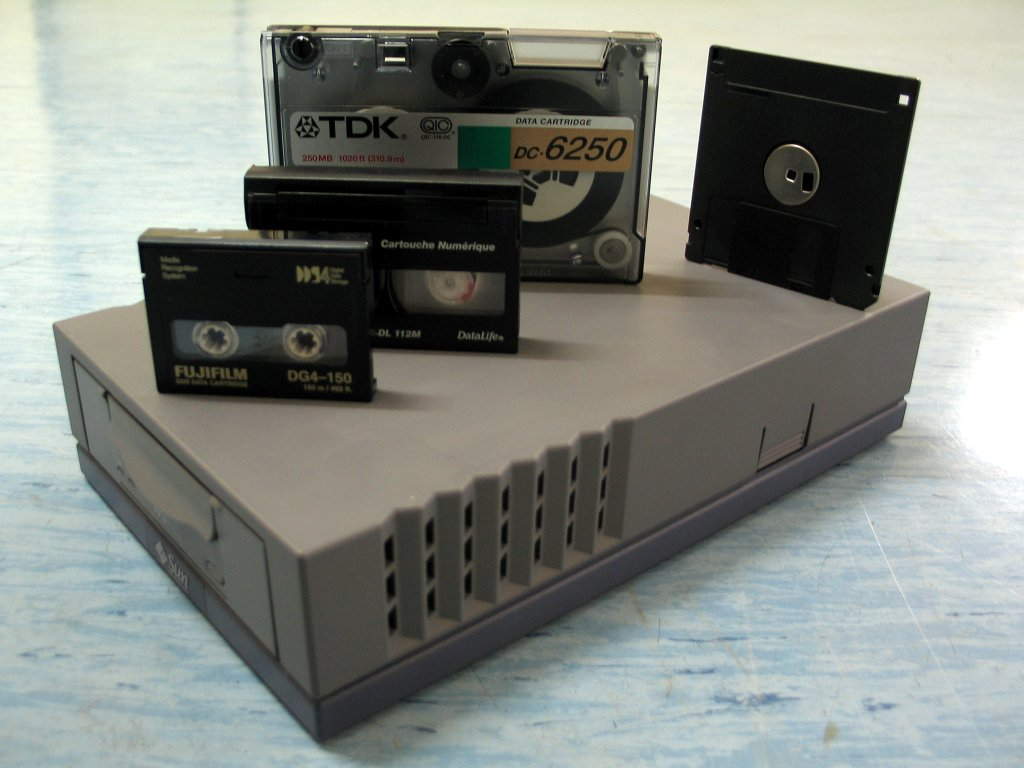
Cassettes de cintes magnètiques.
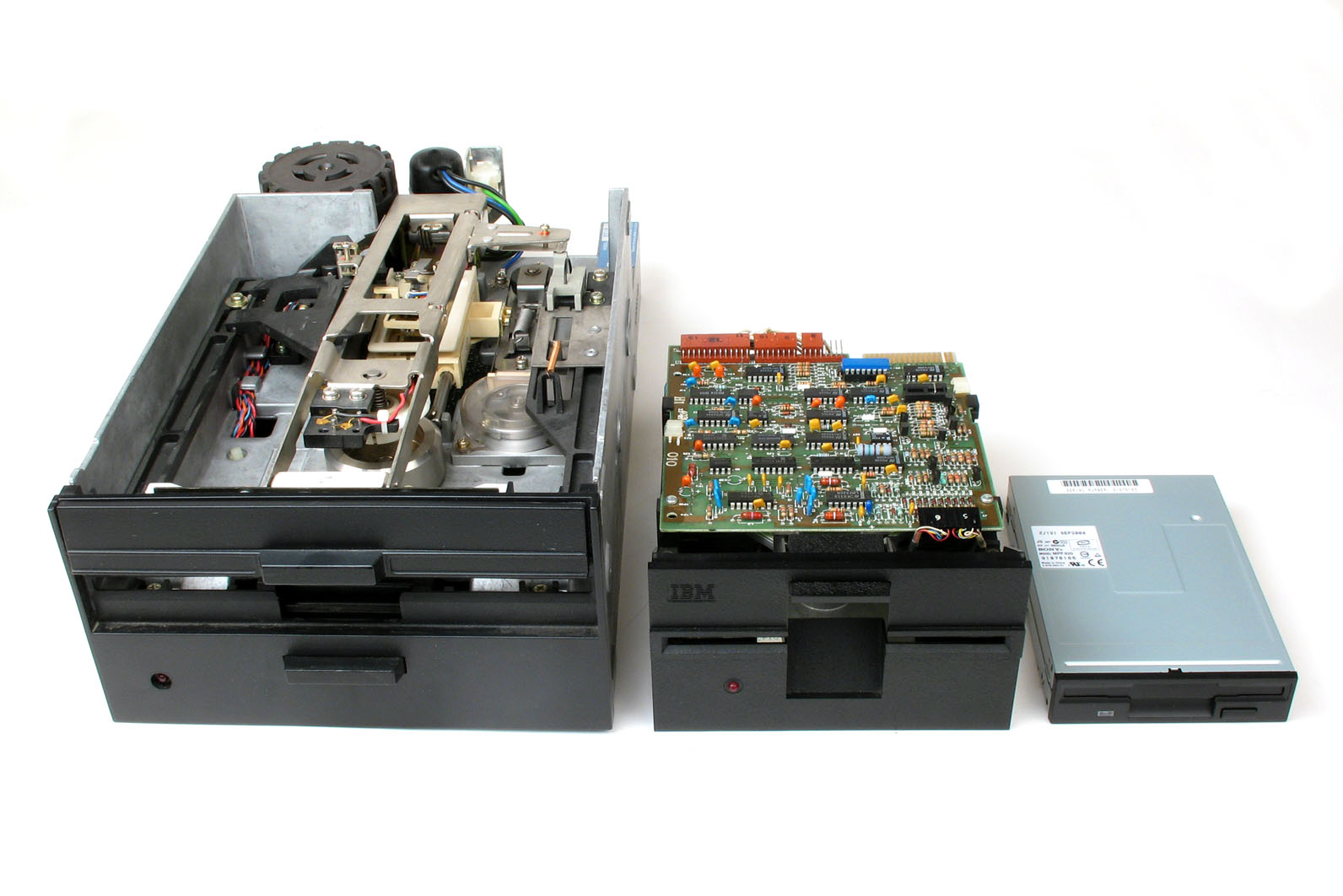
Unitats de disquets de 8"; 5¼" y 3½".
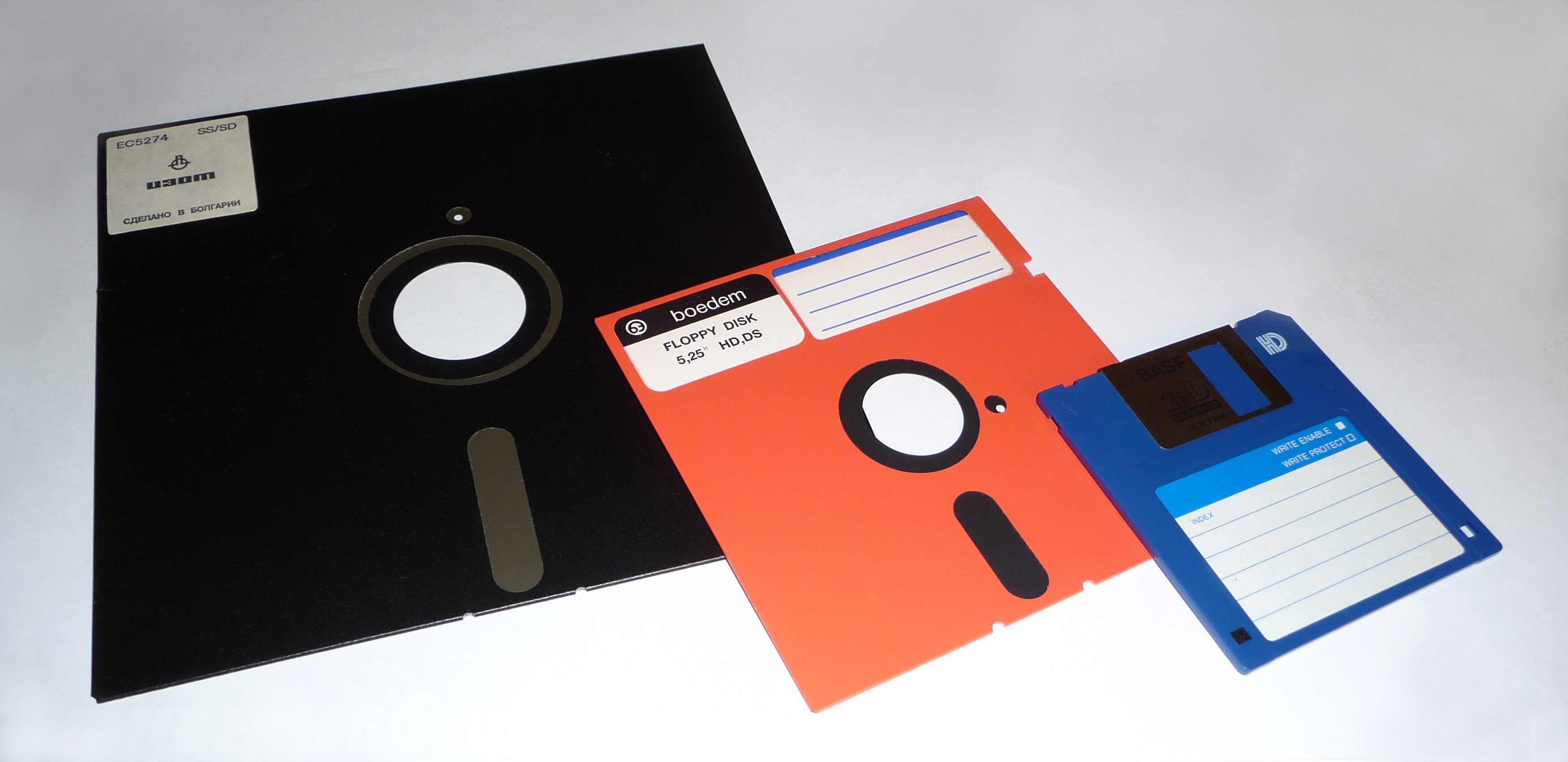
Disquets de 8", de 5¼" i de 3½".
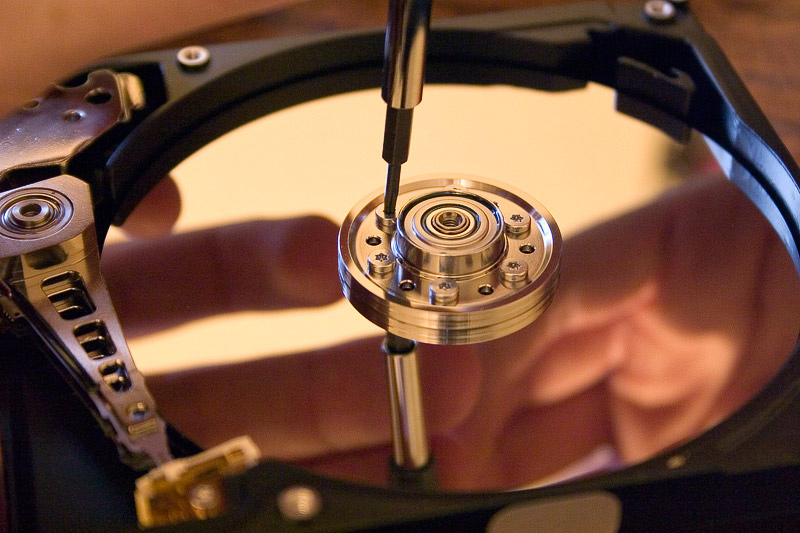
Disc dur.
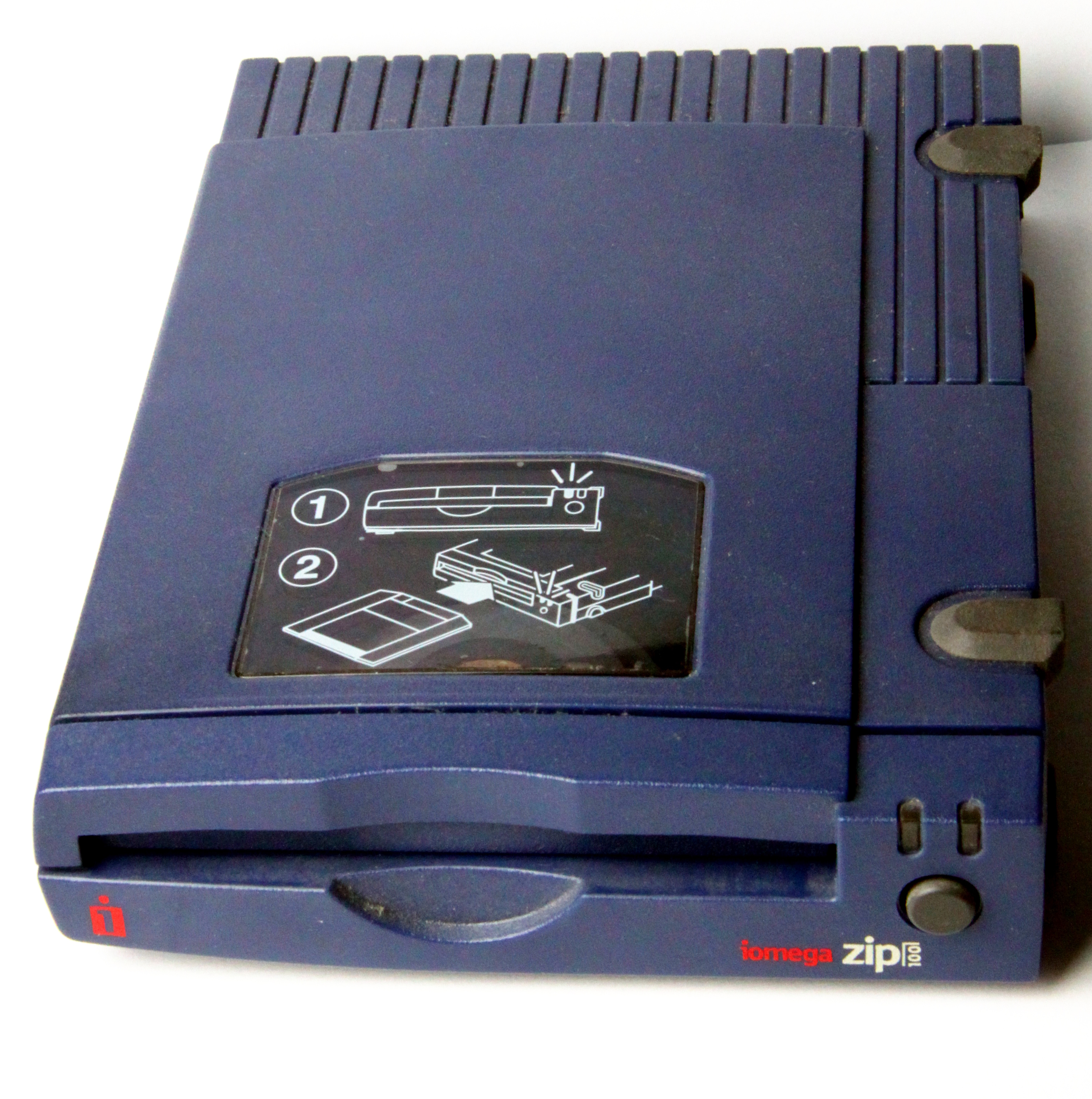
Unitat Zip externa.
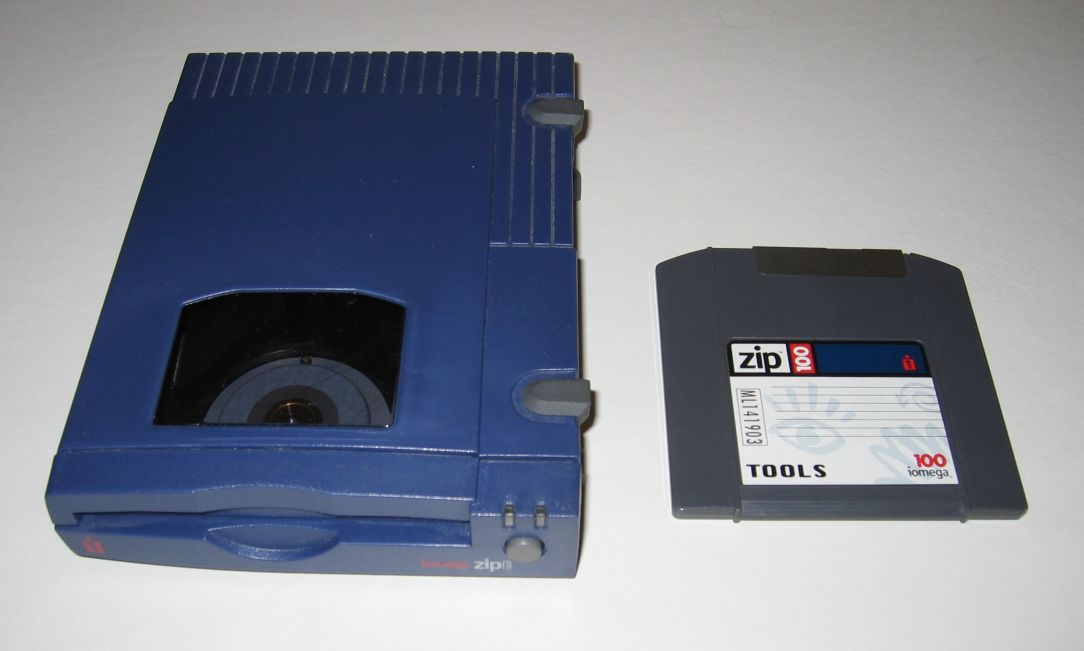
Unitat Zip externa (esq.) i disc Zip de 100 MB (dreta).
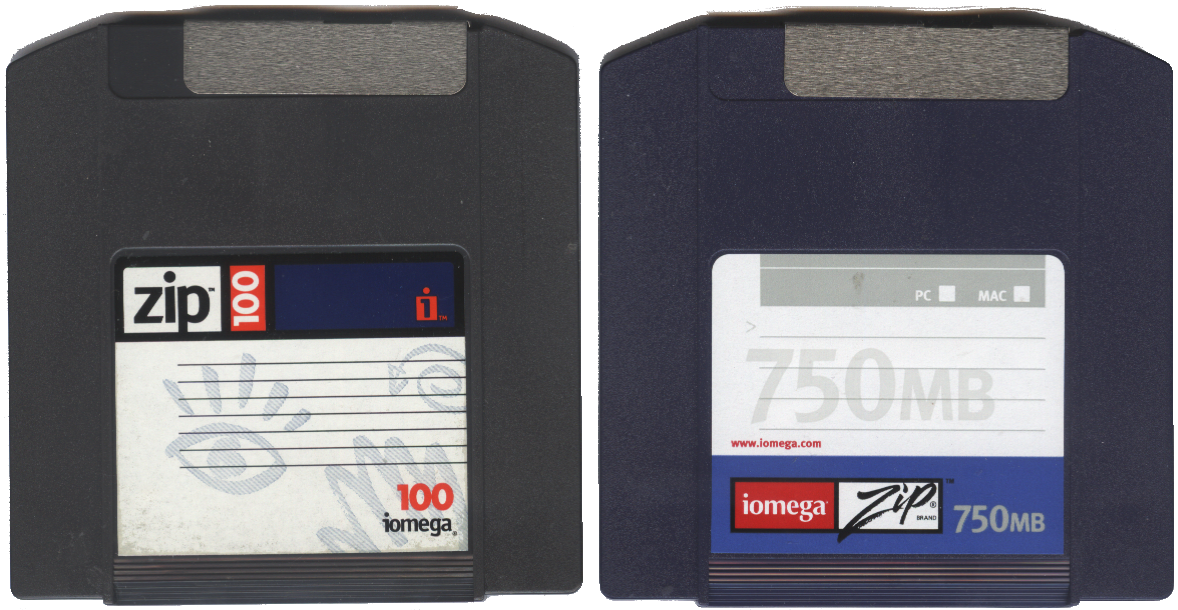
Discs Zip de 100 MB i 750 MB.
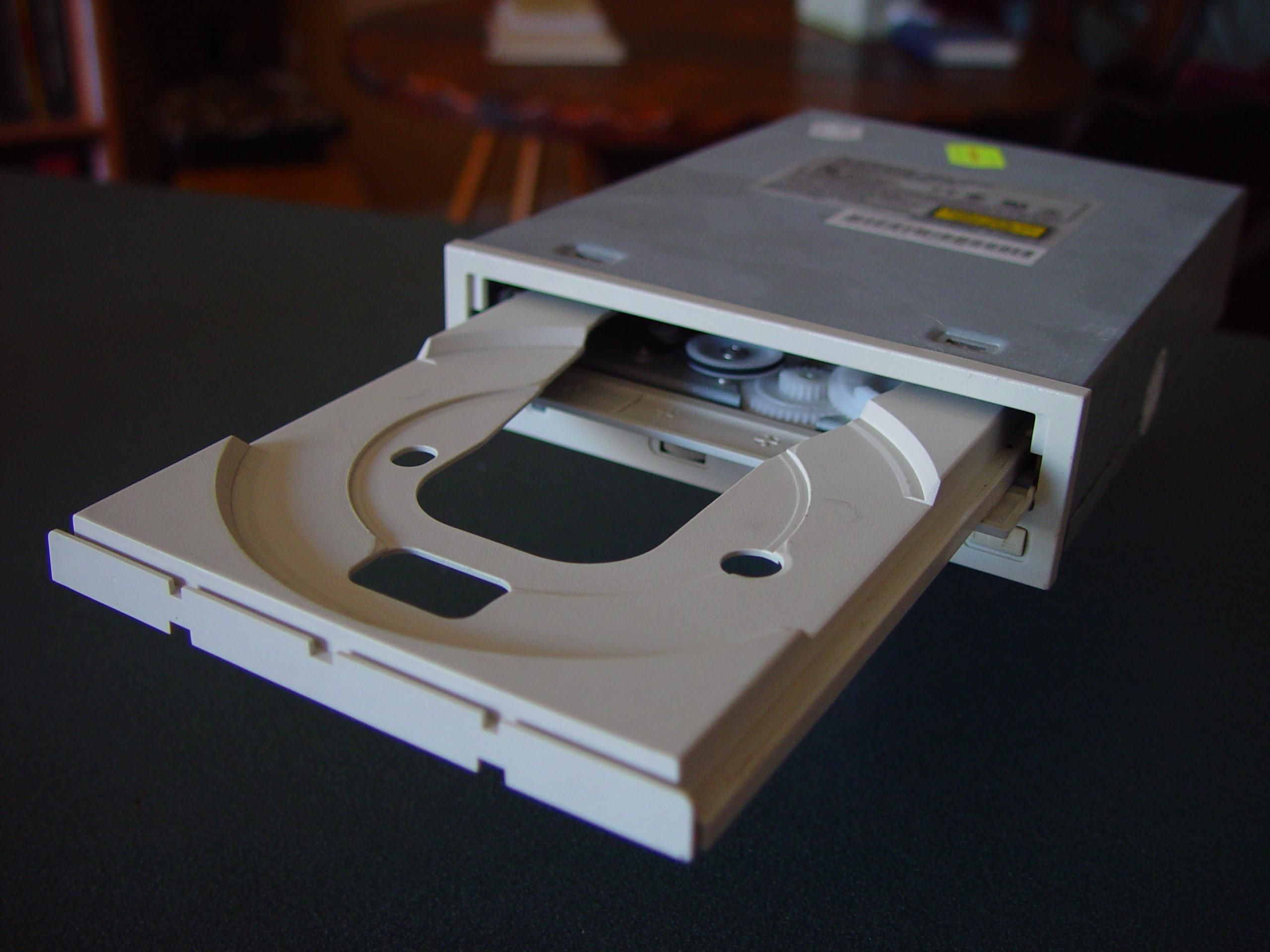
Safata oberta de la lectora de CD.